# Valdovinho

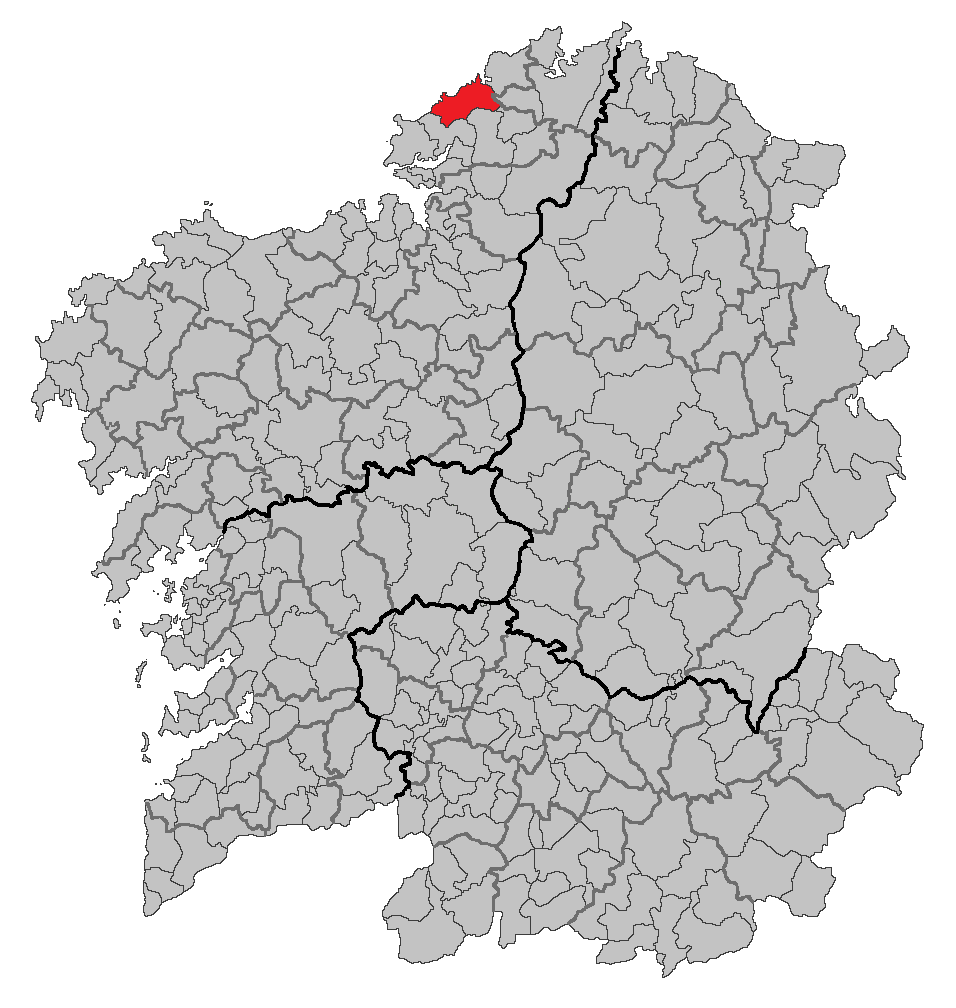
Localização de Valdovinho

Valdovinho (em galego e castelhano: Valdoviño) é um município da Espanha na província da Corunha, comunidade autónoma da Galiza, de área 81,21 km² com população de 6 978 habitantes (2007) e densidade populacional de 77,43 hab/km².

## Demografia
| Variação demográfica do município entre 1991 e 2004 | Variação demográfica do município entre 1991 e 2004 | Variação demográfica do município entre 1991 e 2004 | Variação demográfica do município entre 1991 e 2004 |
| --------------------------------------------------- | --------------------------------------------------- | --------------------------------------------------- | --------------------------------------------------- |
| 1991                                                | 1996                                                | 2001                                                | 2004                                                |
| 7008                                                | 6736                                                | 6805                                                | 6854                                                |